# Magdalena Braniborská
Magdalena Braniborská (7. ledna 1582 Berlín – 4. května 1616 Darmstadt) se narodila jako dcera kurfiřta Jana Jiřího Braniborského a jeho třetí manželky Alžběty Anhaltsko-Zerbstské. Provdala se za lankraběte Ludvíka V. Hesensko-Darmstadtského.

## Potomci
Magdalena měla s Ludvíkem několik dětí:
- Alžběta Magdalena Hesensko-Darmstadtská (23. dubna 1600 – 9. června 1624), ⚭ 1617 Ludvík Fridrich Württembersko-Montbéliardský (29. ledna 1586 – 26. ledna 1631)
- Anna Eleonora Hesensko-Darmstadtská (30. července 1601 – 6. května 1659), ⚭ 1617 Jiří Brunšvicko-Lüneburský (17. února 1582 – 12. dubna 1641), vévoda brunšvicko-lüneburský a kníže calenberský
- Marie Hesensko-Darmstadtská (11. prosince 1602 – 10. dubna 1610)
- Žofie Anežka Hesensko-Darmstadtská (12. ledna 1604 – 8. září 1664)
- Jiří II. Hesensko-Darmstadtský (17. března 1605 – 11. června 1661), lankrabě hesensko-darmstadtský, ⚭ 1627 Žofie Eleonora Saská (23. listopadu 1609 – 2. června 1671)
- Juliana Hesensko-Darmstadtská (14. dubna 1606 – 15. ledna 1659), ⚭ 1631 Ulrich II. z Ostfrieslandu (6. července 1605 – 1. listopadu 1648), hrabě z Východního Fríska
- Amálie Hesensko-Darmstadtská (20. června 1607 – 11. září 1627)
- Jan Hesensko-Darmstadtský (17. června 1609 – 1. dubna 1651)
- Jindřich Hesensko-Darmstadtský (1. dubna 1612 – 21. října 1629)
- Hedvika Hesensko-Darmstadtská (22. června 1613 – 2. března 1614)
- Ludvík Hesensko-Darmstadtský (12. září 1614 – 16. září 1614)
- Fridrich Hesensko-Darmstadtský (28. února 1616 – 19. února 1682), biskup vratislavský